# Glischropus aquilus
Glischropus aquilus (Csorba, Görföl, Wiantoro, Kingston, Bates & Huang, 2015) è un pipistrello della famiglia dei Vespertilionidi endemico dell'isola di Sumatra.

## Descrizione

### Dimensioni
Pipistrello di piccole dimensioni, con la lunghezza della testa e del corpo di 35,4 mm, la lunghezza dell'avambraccio di 32,2 mm, la lunghezza della coda di 38,8 mm, la lunghezza del piede di 6,2 mm, la lunghezza delle orecchie di 11 mm e un peso fino a 4,8 g.

### Aspetto
Le parti dorsali sono marroni scure, mentre le parti ventrali sono marroni con la base dei peli più scura. Il muso è corto e largo, a causa di due masse ghiandolari presenti sui lati, gli occhi sono piccoli. Le orecchie sono corte, larghe, ben separate tra loro, con l'estremità arrotondata e nerastre, il trago è sottile e con la punta smussata. Le ali sono attaccate posteriormente alla base delle dita dei piedi, le cui piante sono rosate e carnose. È presente un cuscinetto carnoso ovale alla base di ogni pollice. La coda è lunga e completamente inclusa nell'ampio uropatagio. Il calcar è corto e presenta un lobo di rinforzo ben sviluppato ed allungato provvisto di una carenatura cartilaginea. Il pene è appiattito dorsalmente e densamente ricoperto in punta di corti peli setolosi biancastri.

## Biologia

### Alimentazione
Si nutre di insetti.

## Distribuzione e habitat
Questa specie è conosciuta soltanto attraverso un individuo maschio adulto catturato nel 2011 nella provincia di Lampung, nella parte meridionale dell'isola indonesiana di Sumatra ed ora conservato presso il Museo Zoologico di Bogor con numero di catalogo MZB 35030.
Vive nelle foreste secondarie in prossimità di boschi di bambù e di corsi d'acqua.

## Conservazione
Questa specie, essendo stata scoperta solo recentemente, non è stata sottoposta ancora a nessun criterio di conservazione.